# Anton von Aretin (Verwaltungsjurist)
Anton Freiherr von Aretin (* 8. August 1847 in Haidenburg; † 27. April 1921 in München) war ein bayerischer Verwaltungsjurist.

## Leben
Anton stammte aus der Adelsfamilie Aretin. Er war ein Sohn des Reichstagsabgeordneten Peter Karl von Aretin und dessen Ehefrau Franziska, geborene von Gumppenberg (1823–1858). Sein älterer Bruder Ludwig war Mitglied des Reichstages.
Nach dem Besuch der Pagerie studierte Aretin ab August 1865 an der Universität München Rechtswissenschaften, nahm 1870 als Unterleutnant der Landwehr am Krieg gegen Frankreich teil und trat 1872 in den bayerischen Staatsdienst. Von 1890 bis 1893 war er als Bezirksamtmann des Landkreises Berchtesgaden tätig. Bis 1895 avancierte er zudem zum Major der Landwehr-Kavallerie in der Bayerischen Armee. 1907 bis 1917 war er Regierungspräsident der Oberpfalz mit dem Prädikat Exzellenz.
Aretin war Gutsbesitzer zu Münchsdorf, Kämmerer und Komtur des Verdienstordens der Bayerischen Krone.
Er war seit Mai 1882 mit Maria Anna Prinzessin von der Leyen und zu Hohengeroldseck (1857–1936) verheiratet und hatte mit ihr zwei Söhne und drei Töchter.